# Eliška a Damián
Eliška a Damián je český romantický TV seriál z produkce TV Prima s Emmou Smetanou a Robertem Urbanem v hlavních úlohách. Příběh lásky a střetu současného a minulého světa, slovy Smetany „polopohádku o moderní princezně“, premiérovali 2. září 2023. Na Elišku a Damiána navazuje webový seriál Dvě princezny.
Seriál, avizovaný jako hlavní tahák TV Prima, zaznamenal po premiéře masivní propad sledovanosti; na jeho základě, a snad i kvůli kritikám, bylo jeho vysílání přesunuto ze sobotního večera na pondělní (na sobotu televize Prima nasadila druhou řadu série Zákony vlka). V novém vysílacím čase Eliška s Damiánem soutěžili o pozornost diváků s Oktopem (ČT) a pokračováním Kriminálky anděl (TV Nova).
Poslední, tedy dvanáctý díl seriálu, byl odvysílán v pondělí 13. listopadu 2023 a vyvolal diskuse na sociálních sítích, kde fanoušci seriálu projevili smutek nad koncem pořadu a naopak kritici seriálu vyjádřili potěšení z jeho ukončení; diskuse však vyvolala i upoutávka, která se v posledním díle objevila během závěrečných titulků a podle které měla existovat i druhá řada. Neupřesněný zdroj z TV Prima potvrdil, že druhá řada také o dvanácti dílech existuje, televize však v té době neplánovala její odvysílání, respektive ne v nejbližší době. V červenci 2025 nakonec médii proběhla zpráva o tom, že druhá řada bude nakonec uvedena, což se nakonec stalo 15. července 2025 na webové platformě Prima+.

## Příběh
Rok 1758: Damián (Robert Urban), korunní princ z Baden-Badenu, si bere pruskou princeznu Frederiku; svatba právě vrcholí. (Princ k Frederice necítí náklonnost, k svatbě jej donutilo okolí). Mezitím v roce 2023 Eliška (Emma Smetana), ředitelka krachující marmeládovny, se chce zasnoubit se svým zaměstnancem Martinem. Během jedné Damiánovy návštěvy jeho kamaráda alchymisty Matouše se potře kouzelným elixírem, který jej začne zdánlivě náhodně přenášet do roku 2023 za Eliškou a následně zpět do roku 1758. Eliška je přesvědčena, že Damián je nějaký blázen a stalker; mezitím Damián řeší problém, jak lidem ze své doby vysvětlit svou situaci. Vztah obou hlavních postav postupně přeroste v lásku.

## Obsazení
| Herec                | Role                      | Díl | Řada | Rok  | Popis a poznámky                                                            |
| -------------------- | ------------------------- | --- | ---- | ---- | --------------------------------------------------------------------------- |
| Emma Smetana         | Eliška Mlynářová          | 1   | 1    | 2023 | ředitelka marmeládovny Marmeliška                                           |
| Robert Urban         | Princ Damián Karel Ludvík | 1   | 1    | 2023 | korunní princ z roku 1758                                                   |
| Jan Komínek          | Alchymista Matouš         | 1   | 1    | 2023 | alchymista, vědec, lékař a nejlepší kamarád Damiána                         |
| Anežka Rusevová      | Princezna Frederika       | 1   | 1    | 2023 | pruská princezna, Damiánova snoubenka                                       |
| Anna Dvořáková       | Princezna Eleonora        | 1   | 1    | 2023 | mladší sestra Damiána                                                       |
| Petr Buchta          | Martin                    | 1   | 1    | 2023 | Eliščin přítel a zaměstnanec                                                |
| Milan Šteindler      | Správce panství Jiří      | 1   | 1    | 2023 | správce panství, kde Damián sídlí v roce 1758                               |
| Dana Syslová         | Kateřina Novotná          | 1   | 1    | 2023 | Eliščina babička                                                            |
| Hana Drozdová        | Lucie Majerová            | 1   | 1    | 2023 | Eliščina nejlepší kamarádka                                                 |
| Michaela Dittrichová | Jolana                    | 1   | 1    | 2023 | Eliščina nejlepší kamarádka                                                 |
| Martin Písařík       | Honza                     | 1   | 1    | 2023 | bratr Martina a majitel hospody, převléká se za dědu Rakytníka kvůli Jolaně |
| Michaela Kuklová     | Naďa Valentová            | 1   | 1    | 2023 | dobrá duše marmeládovny a účetní                                            |
| Jan Burda            | Adam                      | 1   | 1    | 2023 | strýc Damiána a Eleonory, vládce                                            |
| Marta Jandová        | Terezie                   | 1   | 1    | 2023 | teta Damiána a Eleonory                                                     |
| Štěpán Coufal        | Milan                     | 1-1 | 1    | 2023 | ex manžel Jolany                                                            |
| Jiří Dvořák          | Vypravěč příběhu          | 1   | 1    | 2023 | v seriálu se objevuje pouze jeho hlas                                       |
| Štěpán Staněk        | Tomáš Mlynář              | 2   | 1    | 2023 | mladší bratr Elišky                                                         |
| Petr Vaněk           | Morten                    | 2   | 1    | 2023 | zloduch                                                                     |
| Jiří Suchý z Tábora  | Jakub Sedláček            | 6   | 1    | 2023 | sedlák, který je dvojník Damiána                                            |
| Tomáš Měcháček       | Vít Hlaváček              |     | 1    | 2023 | spisovatel                                                                  |

## Seznam dílů
| Č. v seriálu | Č. v řadě | Původní název | Režie              | Scénář                             | Datum premiéry     | Sledovanost 15+ |
| ------------ | --------- | ------------- | ------------------ | ---------------------------------- | ------------------ | --------------- |
| 1            | 1         | 1. epizoda    | Lukáš Buchar       | David Litvák a David Holý          | 2. září 2023       | 743 000         |
| 2            | 2         | 2. epizoda    | Lukáš Buchar       | David Holý                         | 9. září 2023       | 345 000         |
| 3            | 3         | 3. epizoda    | Lukáš Buchar       | David Holý                         | 9. září 2023       | 381 000         |
| 4            | 4         | 4. epizoda    | Lukáš Buchar       | Jiří Suchý z Tábora                | 18. září 2023      |                 |
| 5            | 5         | 5. epizoda    | Jaromír Polišenský | David Holý                         | 25. září 2023      |                 |
| 6            | 6         | 6. epizoda    | Jaromír Polišenský | Jiří Suchý z Tábora                | 2. října 2023      |                 |
| 7            | 7         | 7. epizoda    | Jaromír Polišenský | David Holý                         | 9. října 2023      |                 |
| 8            | 8         | 8. epizoda    | Jaromír Polišenský | Jiří Suchý z Tábora                | 16. října 2023     |                 |
| 9            | 9         | 9. epizoda    | Lukáš Buchar       | David Holý                         | 23. října 2023     |                 |
| 10           | 10        | 10. epizoda   | Lukáš Buchar       | Jiří Suchý z Tábora                | 30. října 2023     |                 |
| 11           | 11        | 11. epizoda   | Lukáš Buchar       | David Holý                         | 6. listopadu 2023  |                 |
| 12           | 12        | 12. epizoda   | Lukáš Buchar       | David Litvák a Jiří Suchý z Tábora | 13. listopadu 2023 |                 |

## Recenze
- Mirka Spáčilová, iDNES.cz[13]
- Jokolo, TVZone.cz[14]